# Piraten in Batavia
 (août 2020).
Piraten in Batavia (Les Pirates à Batavia appelée La grotte des Pirates sur les plans du parc en français) est une attraction de type barque scénique sur le thème des pirates. Elle ouvre à Europa-Park en 1987 dans le quartier du parc consacré aux Pays-Bas. Le 26 mai 2018, elle est détruite par un violent incendie. Puis rouverte le 28 juillet 2020 avec une nouvelle histoire, de nouveaux décors et des techniques plus modernes.
Le site internet d'Europa-Park la décrit ainsi : « L’attraction principale du quartier Pays-Bas est la visite chez les Pirates de Batavia. Laissez vous tenter par cette aventure et faite un voyage inoubliable dans de merveilleux décors. Pénétrez dans un vieux fort hollandais qui vous mènera dans les anciennes Indes néerlandaises. Après une visite du port de Batavia (aujourd’hui Djakarta), vous embarquerez sur des bateaux pour un voyage riche en aventures : Assistez à un combat entre hollandais et pirates, au siège d'une cité paisible avant de vous enfoncer dans la forêt vierge où s’arrêtera votre périple. Des décors somptueux, des pirates plus vrais que nature vous attendent. »

## Conception et construction
- conception : le décorateur de cinéma Ulrich Damrau (1914-2007)[1]
- barques : Mack Rides
- animatroniques : Hofmann[2]
- deux animatroniques plus modernes viennent des Studios Calren : Keith, un pirate, sur le quai d'embarquement de l'attraction et Paul Verwegen, un hollandais qui met en garde les visiteurs avant la première descente[3].

## Chiffres
- Superficie du quartier : 30 000 m2
- Budget alloué au quartier : 15 millions DM (7.5 millions € ou 50 millions de francs français)
- Superficie du bâtiment : 6 000 m2
- Superficie de la zone immergée : 2 000 m2 d'eau.
- Durée de l'attraction : environ 8 min
- Capacité de l'attraction : 1 800  personnes/heures
- Type : croisière
- Barques :
  - nombres : 17
  - Capacité des barques : 16 passagers
- Parcours :
  - Pompes : 50
  - Longueur du canal : 400 mètres
- Décor :
  - Nombre d'animatroniques : plus de 100 animatroniques
  - 30 000 mètres de bambous
  - 160 000 mètres de câbles
- Situation : 48° 15′ 48″ N, 7° 43′ 12″ E

## Description de l'attraction
L'attraction est située dans un hangar dont la façade rappelle un bâtiment néerlandais du XVIe siècle. À l'entrée deux statues philippines, une statue madrasienne de Ganesh et un perroquet animatronique bavard accueillent le visiteur.  
Cette description est celle de l'ancien parcours scénique, avant sa destruction par un incendie. 
Sur la façade on y retrouve maintenant, une rose des vents.  

### La file d'attente
La file d'attente est sur deux niveaux. Elle passe devant des scènes équipées d'animatroniques. Dans la première scène, un livre de compte indique la date de 1609. Dans la montée du rez-de-chaussée au premier étage, le visiteur découvre des entrepôts.
Au premier étage et avant la gare d'embarquement :
- Une statue d'un démon balinais garde la sortie de secours.
- Derrière des grilles, deux gardes néerlandais sont en faction au quartier général, pendant qu'une balinaise danse et que deux officiers de marine étudient une carte.
- Une batterie de canons est orientée vers l'extérieur du bâtiment. Des drapeaux ennemis, des chauves-souris sont suspendus et un hibou se tient sur une poutre de la charpente.
- Dans la gare d'embarquement, de l'autre côté du canal, une femme betawi porte un panier de fruits sur sa tête et un petit orang-outan est suspendu à une liane.

### Avant la descente
- À droite de la barque, une lavandière asiatique lave du linge.
- À gauche, des urnes funéraires et des crânes reposent dans des niches troglodytes.
- À gauche, un Européen, assis dans une grotte, boit de l'alcool et parle aux visiteurs.
- Au-dessus du canal, dans l'obscurité, la tête d'une statue d'un dieu balinais apparaît dans la fumée, accompagné d'un coup de gong.
- Descente.

### L'attaque de la forteresse
- À droite, pendant la descente, on aperçoit des tongkonans ou maisons toraja.
- À droite et à gauche, des fantassins et des artilleurs néerlandais défendent une forteresse.
- À gauche, un bateau pirate ouvre le feu sur la forteresse.
- À gauche, un canonnier néerlandais sert un canon sur une barque rhénane à fond plat.
- Après avoir tourné à droite à 90°, la barque quitte la scène de l'attaque de la forteresse en passant dans une porte aquatique des remparts, surmontée d'une niche dans laquelle se trouve la statuette d'un Bouddha.

### Le pillage de la ville, des remparts au premier pont
- La barque entre en ville.
- À droite un pirate chevauche un cochon, un autre brandit un sabre. Au-dessus, une femme est à sa fenêtre.
- À gauche, un chien est assis sur une caisse. Un pirate vend des femmes et des enfants aux enchères. Un autre est assis à terre et tient un cochon dans ses bras. Un autre est debout près d'une charrette à bras et un autre brandit un flambeau.

### Le pillage de la ville, du premier pont à l'hôtel
- À gauche, sous le premier pont, un marchand noir vend des colifichets.
- Au-dessus du premier pont, un pirate poursuit une femme. Ils tournent en rond.
- À gauche, après le premier pont, un garçon asiatique taquine un pirate européen borgne et armé d'un pistolet.
- À droite, après le premier pont, un pirate danse sur un pied. Un autre est debout. Un autre assis sur une chaise a une femme qui se débat sur ses genoux. En hauteur, un pirate chinois, un couteau entre les dents, se suspend à sa natte.
- Sous le tablier du deuxième pont, un pirate entre et sort d'un trou, une cassette entre les mains.
- Un pirate ivre, armé d'un pistolet, est couché sur le parapet du deuxième pont.
- À droite, deux pélicans observent le pillage, un pirate, debout dans un tonneau, regarde les barques à la longue vue et un crocodile croque un varan. Derrière lui, une pirate est montée dans un palmier.
- À gauche, le visiteur aperçoit les ombres du duel d'un pirate et d'un soldat dans une salle voûtée. L'image est projetée sur un mur.

### Le pillage de la ville, de l'hôtel à la jungle
- À gauche, un pirate européen est debout sur un balcon du bâtiment à gauche de l'hôtel. L'hôtel est en flamme. Une asiatique est à une fenêtre de l'étage. Un pirate européen tient des sacs de la Nederlandsche Bank et un capitaine pirate, coiffé d'un bicorne, chante en buvant une chope de bière. Un pirate asiatique, coiffé d'un chapeau chinois, tire les cheveux d'une asiatique.
- Les barques entament un virage à 180° au niveau de l'hôtel.
- À gauche, dans une maison toraja, des femmes asiatiques regarde passer les barques, debout près d'un vase chinois. Un asiatique, coiffé d'un chapeau chinois, lève la tête. Un enfant asiatique pêche. Un pirate européen tient une poule et un couteau. Devant un marché, un pirate européen se bat avec un boa ou un python et un autre avec une araignée géante.
- À gauche, avant la jungle, le mur est décoré d'une fresque d'un bouddha de pierre.

### La jungle
- À gauche, un tigre, aux yeux lumineux, accueille les visiteurs dans la jungle.
- À droite, dans une grotte aménagée avec l'épave d'un bateau appelé Batavia, un capitaine et trois pirates européens questionnent un marin. Un pirate monte et descend à une corde.
- À droite, derrière des barreaux, quatre prisonniers essaient de convaincre un chimpanzé de donner des clefs.
- La barque passe sous des vautours perchés sur une branche. La barque tourne à 180° à ce niveau.
- La barque longe une route. À droite, un adolescent pousse une charrette javanaise dans laquelle est assis un enfant coiffé d'un chapeau chinois. Une femme, qui porte des fruits sur sa tête, remue un fouet dans la direction opposée d'un buffle attelé à la charrette. Un pirate dans un tonneau, avec une mouette sur le tête, tire au pistolet à eau sur les visiteurs. Un gorille, aux yeux lumineux, grogne. Un orang-outan monte et descend une liane.
- La barque passe sous une branche d'arbre sur laquelle un tigre rugit.

### Le restaurant
La barque quitte la jungle et longe une scène à droite et le restaurant Bamboe Baai à gauche au niveau de la fin du parcours. Le mur à droite est décoré d'une fresque représentant le Krakatoa. La barque tourne à 180° au niveau du restaurant avant d'atteindre le quai d'arrivée et une statue balinaise de garuda. La barque, vide, rejoint le quai d'embarquement, après une montée.

## Incendie et destruction
Le samedi 26 mai 2018 en fin de journée, un incendie se déclenche dans l'attraction Piraten in Batavia. Il se propage au reste de l'attraction et à une partie du quartier scandinave. Le feu mobilise 500 secouristes de la région, dont 250 pompiers. Les 25 000 personnes présentes dans le parc sont évacuées,. Le parc rouvre ses portes dès le lendemain. Détruite dans l'incendie, Piraten in Batavia est reconstruite, en conservant les mêmes thèmes et design, et est rouverte le 28 juillet 2020. Le quartier scandinave — reconstruit pratiquement à l'identique — est lui inauguré le 23 juillet 2019,.